# 哈剌哈孙
哈剌哈孙（1257年—1309年1月11日），斡剌纳儿氏，元朝大臣。蒙古开国功臣启昔礼之曾孙。
哈剌哈孙于至元九年（1272年）任怯薛百夫长，并袭号“答剌罕”。至元二十二年（1285年），出任大宗正府札鲁忽赤。至元二十八年（1291年），升荣禄大夫，出任湖广行省平章政事。大德二年（1298年），改为江浙行省平章政事，并升左丞相。次年奉召还朝，出任中书左丞相。大德七年（1303年），晋升为中书右丞相。其时因元成宗多病，朝中大权由哈剌哈孙与卜鲁罕皇后执掌，两派明争暗斗。大德十一年（1307年）成宗去世后，为防卜鲁罕皇后与左丞相阿忽台、安西王阿难答等人夺权，哈剌哈孙派使节前往漠北召怀宁王海山与其弟爱育黎拔力八达入京，先发制人将卜鲁罕、阿忽台等一网打尽。元武宗海山即位后，哈剌哈孙因“定难”之功加太保、录军国重事，不久又加太傅。此后因反对秃剌封越王而遭其谮言，改任和林行省左丞相。至大元年（1308年），受赐大帐如亲王制。至大元年閏十一月二十九日（1309年1月11日）病逝，终年五十二岁。至大二年（1309年），追赠推诚履正佐运功臣、太师、开府仪同三司、上柱国、顺德王，谥忠献。